# Aquincumi víziorgona
Az aquincumi víziorgona (hydra) az aquincumi tűzoltó collegium hangszere volt. Előkerüléséig csak ábrázolások és leírások alapján lehetett következtetni a felépítésére.
1931-ben Nagy Lajos találta meg a maradványait, 400 darab fém alkatrészt a tűzoltóság székházának pincéjében, amikor a déli városkaput tárták fel. Az Elektromos Művek áramátalakítójának alapozása során került újra napvilágra a székház és a benne rejlő orgona maradványai. A második világháború alatt számos darabja elveszett, ezért jelenleg alig 300 darabja van meg.
A sípok, regisztercsúszkák és a szélláda maradványain kívül előkerült egy bronz táblácska is, aminek a feliratából kiderült, hogy a hangszert Gaius Iulius Viatorinus, Aquincum városi tanácsának tagja (decurio coloniae Aquincensium), aki a tűzoltótestületben parancsnok volt (praefectus collegii centonariorum), 228-ban, Modestus és Probus konzulsága idején ajándékozta a collegiumnak, saját vagyonából.
A tábla szövege:
G(aius) IVL(ius) VIATORINVS

DE(urio) COL(oniae) AQ(qunci) AEDI

LICIVS PRAEF(ectus) COLL(egii)

CENT(onariorum) HYDRAM COLL(egio)

S(upra) S(cripto) De SUO D(onum)

D(edit) MODESTO ET PROBO CO(n)S(ulibus)
Azaz:
"Gaius Iulius Viatorinus, a colonia rangú Aquincum városi tanácsosa, egykor aedilis, a posztosok társulatának parancsnoka, Modestus és Probus konzulsága alatt (228) saját költségén orgonát ajándékozott a posztosok társulatának."
Orgonáról már a Vitruvius és Héron is leírást adott. Ezek alapján is biztos, hogy az aquincumi víziorgona hordozható és kisméretű volt. Alapanyaga fa, bőr és fém (bronz és réz) lehetett. Összesen 52 síp tartozott hozzá. Ezeket négy sorba rendezték és soronként 13 síp volt megszólaltatható. Az orgona működése még ma is vita tárgya, mert latin neve (hydra) alapján vízzel működtetett orgonának kellett lennie, mégis egyes feltevések szerint levegő működtette.
A 3. században egy tűzvész során a tűzoltóság épülete leégett, az orgona a pincébe zuhant, és a ráeső törmelékek elborították.
A víziorgona rekonstrukciója ma az Aquincumi Múzeumban látható. Ez a többféle fújtatási lehetőség közül egyet valósított meg, és a víznyomással működtetett hydra fejlettebb, légfúvásos változatát (organum pneumaticum) készítették el. A felső részét a pécsi Angster cég készítette 1935-ben, az alsó része az Állami Tűzoltóság központi műhelyében készült 1988-ban, Minárovics János tervei szerint. A négyregiszteres, 52 sípból álló, 13 billentyűvel, légfújtatóval működtethető, hordozható hangszert fa szekrényre építették, és ma is élvezhető a hangja. Egy a '70-es évekbeli rádióriport szerint az Aquinqumi Múzeumot kirabolták , de a tettelkövető, amikor megtudta, hogy ez a világ egyetlen megmaradt víziorgonája, a víziorgonát visszajuttatta eredeti helyére.

## Ajánlott irodalom
- Gegus Ernő: Micro-spectrochemical analysis methods of ancient copper alloys and the organ of Aquincum. In: International Symposium Organ of Classical Antiquity. The Aquincum Organ A.D. 228. Musikwissenschaftliche Verlag, Kleinblittersdorf, 1997, 92-98.
- Gegus, Ernő – Eugene L. Szonntagh: Roman copper alloys and the Aquincum organ. In: International Symposium Organ of Classical Antiquity. The Aquincum Organ A.D. 228. Musikwissenschaftliche Verlag, Kleinblittersdorf, 1997, 79-83.
- Kaba Melinda: Az aquincumi orgona. Osiris – Budapesti Történeti Múzeum, Budapest, 2001
- Minárovics János: Az aquincumi orgona újabb rekonstrukciója. III. ker. Óbuda-Békásmegyer helytörténeti füzetek II/1 (1997)
- Minárovics János: Miért volt az aquincumi tűzoltóság orgonája víziorgona? Budapest Régiségei 28 (1991) 261.
- Nagy Lajos: Az aquincumi orgona. Budapest, 1933
- B. Perjés Judit: Geschichte der Restaurierung der römerzeitlichen Orgel von Aquincum. In: International Symposium Organ of Classical Antiquity. The Aquincum Organ A.D. 228. Musikwissenschaftliche Verlag, Kleinblittersdorf, 1997, 119.
- Szigeti Kilián: Die ungelösten Probleme der römischen Orgel von Aquincum. Studia Musicologia 13 (1971) 1-13.
- Szonntagh Jenő: Újabb adatok az aquincumi orgona légnyomásszabályozó szerkezetéhez. BudRég 28 (1991) 283-
- Eugene L. Szonntagh: The Roman Organ of Aquincum. – A Literature Source List – The American Organist 27 (1993) 52-54.
- Werner Walcker-Mayer: Die römische Orgel von Aquincum. Stuttgart, 1970
- Az aquincumi víziorgona; szöveg Szentmártoni Szabó Géza; Müpa, Bp., 2009
- Fényes Gabriella: Az aquincumi orgona. A hangszerek királyának születése; BTM Aquincumi Múzeum–Archaeolingua Alapítvány, Bp., 2017 (Aquincumi zsebkönyvek)